# Директива щодо відпрацьованого електричного й електронного обладнання
Директи́ва що́до відпрацьо́ваного електри́чного й електро́нного обла́днання (Директива WEEE) — нормативно-правовий акт Європейської Унії, який стосується відходів електричного та електронного обладнання (WEEE). Разом із директивою RoHS № 2011/65/ЄУ вона стала європейським законодавством у лютому 2003 року. Директива WEEE встановила цілі щодо збору, переробки та відновлення для всіх видів електротоварів з мінімальним показником 4 кілограми (9 фунт) на душу населення на рік для переробки до 2009 року. Директива RoHS встановила обмеження для європейських виробників щодо матеріального складу нового електронного обладнання, що розміщується на ринку.
Символ, прийнятий Європейською Радою для позначення відходів електричного та електронного обладнання, являє собою перекреслений контейнер на колесах з однією чорною лінією під символом або без неї. Чорна лінія вказує на те, що товари були випущені на ринок після 2005 року, коли директива набула чинности. Товари без чорної лінії були виготовлені між 2002 і 2005 роками. У таких випадках вони розглядаються як «історичні WEEE» та не підлягають відшкодуванню через схеми дотримання вимог виробника.
Походження чорної лінії (або смуги) походить з директиви 2012/19/ЄУ, яка містить посилання на європейський стандарт EN 50419. Цей стандарт пропонує два варіанти маркування обладнання, виготовленого після 13 серпня 2005 року, а саме: 1) додавання дати виробництва до етикетки або 2) нанесення лінії/смуги під логотипом контейнера.
Директива покладає відповідальність за утилізацію відпрацьованого електричного й електронного обладнання на його виробників. Такі компанії мають запровадити інфраструктуру для збору відпрацьованого електричного й електронного обладнання: «Користувачам електричного й електронного обладнання у приватних домогосподарствах слід надати принаймні можливість безкоштовного повернення відпрацьованого електричного й електронного обладнання». Крім того, компанії зобов'язані використовувати зібрані відходи в безпечний для довкілля спосіб — шляхом або екологічно безпечної утилізації, або повторного використання чи відновлювального ремонту зібраного відпрацьованого електричного й електронного обладнання.

## Перегляди директив

Символ WEEE з чорною лінією (або смугою)

З моменту її прийняття у 2002 році (Директива 2002/96/ЄС Європейського Парламенту та Ради від 27 січня 2003 року) директива зазнала низки незначних змін. Серед них – оновлення у 2006 та 2009 роках.
Через дев'ять років було визнано, що директива не досягла деяких своєї мети, тому до законодавства було внесено ще кілька змін. 20 грудня 2011 року Європейський парламент та Європейська Рада погодили зміни до Директиви, які були розглянуті у другому читанні 19 січня 2012 року.
Зміни впливають на метод розрахунку коефіцієнтів збору, які раніше становили 4 кг (9 фунт) на мешканця на рік. Щоб забезпечити перехідний період у сім років для впровадження переглянутих методів розрахунку, чинний метод зберігається протягом перших чотирьох років з моменту набрання чинності зміненою Директивою. Протягом наступних трьох років, починаючи з п'ятого року після внесення змін, розрахунок коефіцієнтів збору буде переглянутий до 45% від ваги електроніки та електроніки, що надходить на ринок. Після закінчення цього семирічного перехідного періоду держави-члени окремо оберуть фактичні варіанти збору, які вони бажають використовувати.
Загальною метою було досягнення ЄУ рівня переробки щонайменше 85% відходів електричного та електронного обладнання до 2016 року.

## Акти про внесення змін та підзаконні акти
Директива Європейського Парламенту та Ради 2012/19/ЄУ від 4 липня 2012 року про відходи електричного та електронного обладнання (WEEE) замінила Директиву 2002/96/ЄС. Для підтримки та покращення імплементації цієї директиви було прийнято кілька змінних актів та підзаконних актів.
Одним із таких актів є рішення Комісії 2005/369/ЄС від 3 травня 2005 року, яке встановило правила моніторингу дотримання державами-членами вимог та формати даних для цілей директиви 2002/96/ЄС про WEEE. Крім того, імплементаційний регламент Комісії 2017/699 від 18 квітня 2017 року встановив спільну методологію розрахунку ваги електричного та електронного обладнання (ЕЕО), що розміщується на ринку в кожній державі-члені, та розрахунку кількості WEEE, що утворюються за вагою в кожній державі-члені. Крім того, імплементаційне рішення Комісії 2019/2193 від 17 грудня 2019 року встановило правила розрахунку, перевірки та звітності даних, а також встановило формати даних для цілей Директиви 2012/19/ЄУ про WEEE.

## Класифікація WEEE

Специфікація для перекресленого логотипа WEEE з контейнером для сміття.

Додаток II Директиви 2012/19/ЄУ містить орієнтовний перелік електричного та електронного обладнання (ЕЕО), яке підпадає під категорії, зазначені в Додатку I. Починаючи з 2019 року, все ЕЕО має бути класифіковане за шістьма категоріями продукції, зазначеними в Додатку III. Ці категорії:
1. Обладнання для обміну температур
2. Екрани, монітори та обладнання, що містить екрани з площею поверхні понад 100 см²
3. Лампи
4. Великогабаритне обладнання (будь-які зовнішні розміри більше 50 см), яке включає, але не обмежується, побутовою технікою, ІТ- та телекомунікаційним обладнанням, побутовою технікою, світильниками, обладнанням для відтворення звуку або зображень, музичним обладнанням, електричними та електронними інструментами, іграшками, обладнанням для відпочинку та спорту, медичними виробами, приладами моніторингу та керування, автоматичними дозаторами та обладнанням для генерації електричного струму. Ця категорія виключає обладнання, включене до категорій 1–3.
5. Малі прилади (зовнішні розміри яких не перевищують 50 см), що включають, але не обмежуються побутовою технікою, споживчим обладнанням, світильниками, обладнанням для відтворення звуку чи зображень, музичним обладнанням, електричними та електронними інструментами, іграшками, обладнанням для відпочинку та спорту, медичними виробами, приладами для моніторингу та керування, автоматичними дозаторами та обладнанням для генерації електричного струму. Ця категорія не включає обладнання, включене до категорій 1-3 та 6.
6. Малорозмірне ІТ- та телекомунікаційне обладнання (зовнішні розміри не перевищують 50 см).[6]

## Імплементація
Директива покладає відповідальність за утилізацію відходів електричного та електронного обладнання на виробників або дистриб'юторів такого обладнання. Вона вимагає, щоб ці компанії створили інфраструктуру для збору ВЕЕО таким чином, щоб «користувачі електричного та електронного обладнання з приватних домогосподарств мали можливість повертати WEEE принаймні безкоштовно». Директива передбачала створення національних «схем відповідності виробників», до яких виробники та дистриб'ютори сплачували щорічний внесок за збір та переробку пов'язаної з цим відходів електроніки з центрів переробки побутових відходів.